# Turritigera cribrata
Turritigera cribrata är en mossdjursart som beskrevs av Hayward 1993. Turritigera cribrata ingår i släktet Turritigera och familjen Lekythoporidae. Inga underarter finns listade i Catalogue of Life.